# Najczarniejsza godzina
Najczarniejsza godzina (ang. The Darkest Hour) – rosyjsko-amerykański thriller science-fiction z 2011 roku w reżyserii Chrisa Goraka.

## Opis fabuły
Sean (Emile Hirsch) i Ben (Max Minghella), przedsiębiorczy, młodzi ludzie, mający pomysł na internetowy biznes, przyjeżdżają do Moskwy, żeby zrealizować marzenie o podbiciu wschodniego rynku. W tym samym czasie w stolicy Rosji przebywają Natalie (Olivia Thirlby) i Anne (Rachael Taylor), turystki, które musiały zrobić nieoczekiwany przystanek w drodze do Nepalu. Przypadkiem spotykają się w klubie Zvezda, w którym bawią się piękni i bogaci – m.in. Skyler (Joel Kinnaman), szwedzki biznesmen, który ściągnął Seana i Bena do Moskwy.
Kiedy nad miastem rozpętuje się burza, nagle gasną wszystkie światła, i dochodzi do ataku obcych. Całej piątce udaje się uciec do podziemi i przeżyć. Gdy wracają po kilku dniach, okazuje się, że tętniąca życiem stolica Rosji została pozbawiona prądu i jest niemal całkowicie opuszczona. Opanowała ją obca siła o tajemniczej mocy.
Kosmici są dla ludzi niewidzialni, ale ich obecność zdradza wszystko, co elektryczne. W ciągu dnia przemieszczanie się jest niebezpieczne, więc piątka cudzoziemców musi szybko nauczyć się funkcjonować nocą. Spotykają Rosjan, którzy także przeżyli. Razem postanawiają rozwiązać zagadkę ataku. Okoliczności, w jakich się znaleźli, sprawiają, że poznają swoje słabości, a przede wszystkim mocne strony.

## Obsada
- Emile Hirsch jako Sean
- Olivia Thirlby jako Natalie
- Max Minghella jako Ben
- Rachael Taylor jako Anne
- Joel Kinnaman jako Skyler
- Joshua Seth jako Mike